# Pierre-Célestin Roux-Lavergne
Pour les articles homonymes, voir Roux et Lavergne.
Pierre-Célestin Roux-Lavergne est un homme politique français né le 19 mai 1802 à Figeac et mort le 14 février 1874 à Rennes.

## Biographie
Enseignant, puis inspecteur des écoles primaires, il collabore un temps à la rédaction de l'histoire parlementaire de la Révolution française de Philippe Buchez. Docteur en 1847, il devient professeur d'histoire à la faculté de Rennes. Il est député d'Ille-et-Vilaine de 1848 à 1849, il reprend ensuite sa chaire. Devenu veuf, il entre dans les ordres et fait des études de théologie, devenant professeur au Grand séminaire de Nîmes. Revenu à Rennes, il meurt chanoine honoraire de la cathédrale. 

## Sources
- « Pierre-Célestin Roux-Lavergne », dans Adolphe Robert et Gaston Cougny, Dictionnaire des parlementaires français, Edgar Bourloton, 1889-1891 [détail de l’édition]